# カンプ・ノウ
Spotifyカンプ・ノウ（Spotify Camp Nou、カタルーニャ語発音: [ˌkamˈnɔw]）は、スペイン・バルセロナにあるサッカー専用スタジアム。1957年に開場して現在に至るまでプロサッカークラブであるFCバルセロナのホームスタジアムとして使用されている。
収容人数は99,354人でサッカー専用スタジアムとしてはヨーロッパ最大であり、世界規模で見ると世界3位である。

## 名称
正式名称は2001年までEstadi del Futbol Club Barcelonaだったが、一般的には早い時期から「新しいスタジアム」を意味するカンプ・ノウと呼ばれていた。これはそれまで使用していたカンプ・ダ・ラス・コルツ（Camp de Les Corts）に代わる新しいものであったことから付けられたものである。2000-2001シーズン、クラブはカンプ・ノウを正式名称にするか「ソシオ」に郵便により諮問した結果、クラブに届いた29,102通の68.25％に当たる19,861通が賛成したため、カンプ・ノウ（エスタディオ・カンプ・ノウ Estadio Camp Nou）が正式名称となった。

## 歴史
1960年代から1970年代にバルセロナの人口は急増し、住宅需要が高まっていた。それに先駆け、FCバルセロナは永代所有財産解放令（メンディサバル法）の適用を受け、旧ホームスタジアムであったカンプ・ダ・ラス・コルツの土地を売却し、ホームスタジアムを郊外に移転する目的で、新しいスタジアムであるカンプ・ノウを建設した。これはスポーツ施設に対する同法適用の第一号である。
本拠地の郊外移転でFCバルセロナは莫大な不動産利益を獲得することになり、これがクラブチームの経営の経済基盤となった。またラディスラオ・クバラ、シャーンドル・コチシュ、ラモン・ビジャベルデ、エバリストらによる、1950年代におけるクラブの黄金期にあって、その人気の後押しも新スタジアム建設の後押しとなり、クラブはカンプ・ノウを中心に周辺にサッカーを中心とした娯楽施設を整備していく。
1954年3月28日に6万人のファンの見守る中、当時のバルセロナ市長によって最初の礎石が置かれ、バルセロナ大司教によって祝福された。建設期間は3年に及び、予算は当初の3.36倍にも膨れ上がった。1957年9月24日の落成式ではゲオルク・フリードリヒ・ヘンデルの『ハレルヤ』が演奏された。こけら落しの試合はFCバルセロナとレギア・ワルシャワとの親善試合であり、4対2でFCバルセロナが勝利した。
収容人数は当初93,053人であったが、スペインで開催された1982 FIFAワールドカップ時には120,000人まで増やした。その後、1990年代にFIFAの規則により立見席が禁止されたことにより、1990年代終わりには99,000人が定員となった。クラブのウェブサイトによると現在は99,354人であり、ヨーロッパ最大のスタジアムである。
UEFAが選定するスタジアムのレベルも最高クラスであり、過去には1999年にUEFAチャンピオンズリーグ決勝戦がここで行われた（カンプ・ノウの奇跡）。
スタンドの景観はもとより、ピッチの水捌けまで計算されている。ピッチは肉眼では分からない位アンジュレーションが付いていて、ほんのわずかだけ真ん中が高く、外に行くにつれてだんだん低くなる設計がされており、水が流れ出るようになっている。
スタンドについては、1階以外はどの角度から見ても全体を見渡せるようになっている。
2014年1月、クラブはスタジアムの全面改築を発表、建て替え・移設はせず、10万人規模の屋根付きスタジアムに改築すると発表。2023年6月に建設を開始し、2026年に完成予定で、総工費は6億ユーロとされている。2015年6月から国際設計コンペティションを行い、審査の結果、2016年3月8日、日本の日建設計と地元カタルーニャのジョアン・パスクアル＝ラモン・アウシオ建築事務所のチームが手掛けることが決まった。
2022年3月15日、クラブはスウェーデンの音楽ストリーミングサービス企業・スポティファイ・テクノロジー（Spotify）と2億8000万ユーロ（約360億円／3億1千万ドル）相当のメインスポンサー契約を締結し、スポティファイはユニフォームの胸スポンサーを最大4シーズン務めると同時に、スタジアムの命名権を12シーズン分取得した。同年4月3日にはFCバルセロナ臨時代議員総会で承認され、同年7月にSpotifyカンプノウ（Spotify Camp Nou）と改名された。なおUEFA・FIFA管轄大会では、クリーンスタジアム規定により命名権が行使できないため、従来どおりスポンサーの名前を抜いたカンプ・ノウを使用している。

## 開催された主なイベント

### サッカー
- 1964 欧州ネイションズカップ

| 日付          | ホームチーム | 結果 | アウェーチーム | ラウンド  |
| ------------- | ------------ | ---- | -------------- | --------- |
| 1964年6月17日 | デンマーク   | 0-3  | ソビエト連邦   | 準決勝    |
| 1964年6月20日 | ハンガリー   | 3-1  | デンマーク     | 3位決定戦 |

- 1982 FIFAワールドカップ

| 日付          | ホームチーム | 結果 | アウェーチーム | ラウンド             |
| ------------- | ------------ | ---- | -------------- | -------------------- |
| 1982年6月13日 | アルゼンチン | 0-1  | ベルギー       | 1次リーグ・グループ3 |
| 1982年6月28日 | ポーランド   | 3-0  | ベルギー       | 2次リーグ・グループA |
| 1982年7月1日  | ベルギー     | 0-1  | ソビエト連邦   | 2次リーグ・グループA |
| 1982年7月4日  | ポーランド   | 0-0  | ソビエト連邦   | 2次リーグ・グループA |
| 1982年7月8日  | ポーランド   | 0-2  | イタリア       | 準決勝               |

- バルセロナオリンピック

| 日付          | ホームチーム   | 結果 | アウェーチーム | ラウンド                 |
| ------------- | -------------- | ---- | -------------- | ------------------------ |
| 1992年7月14日 | イタリア       | 2-1  | アメリカ合衆国 | 第1次ラウンド・グループA |
| 1992年8月1日  | ポーランド     | 2-0  | カタール       | 準々決勝                 |
| 1992年8月2日  | スウェーデン   | 1-2  | オーストラリア | 準々決勝                 |
| 1992年8月5日  | ポーランド     | 6-1  | オーストラリア | 準決勝                   |
| 1992年8月7日  | オーストラリア | 0-1  | ガーナ         | 3位決定戦                |
| 1992年8月8日  | ポーランド     | 2-3  | スペイン       | 決勝                     |

## サッカー以外
サッカー以外にも、コンサートとしてはフリオ・イグレシアス、U2、マイケル・ジャクソン、ブルース・スプリングスティーン、アムネスティ・インターナショナル主催のチャリティーコンサート、三大テノールらが行った。
またヨハネ・パウロ2世のミサが1982年11月17日に行われた。ラグビーではトップ14決勝会場として2016年に開催。これはラグビーワールドカップ2015の開催によりシーズンの開幕が遅れたことに加えUEFA EURO 2016開催によりスタッド・ド・フランスが使用不可のためであり、フランス国外でトップ14決勝が開催されるのは初のことである。